# Gradara
Gradara est une commune italienne de la province de Pesaro et Urbino dans la région des Marches.

## Géographie
Gradara est situé dans l’arrière-pays de la côte adriatique des Marches et de la Romagne, non loin de la mer et dans une zone vallonnée, l’extrême zone des Apennins. 
Il est surtout connu pour son historique Rocca malatestiana, qui avec son bourg fortifié et ses remparts constitue un exemple caractéristique de l’architecture médiévale. La forteresse se dresse sur une colline à 142 m d’altitude : le donjon, donjon principal, s’élève sur 30 mètres, dominant toute la vallée ; il est possible d’arriver avec le regard jusqu’à la mer Adriatique, au nord, ou vers le Mont Carpegna, à l’ouest.

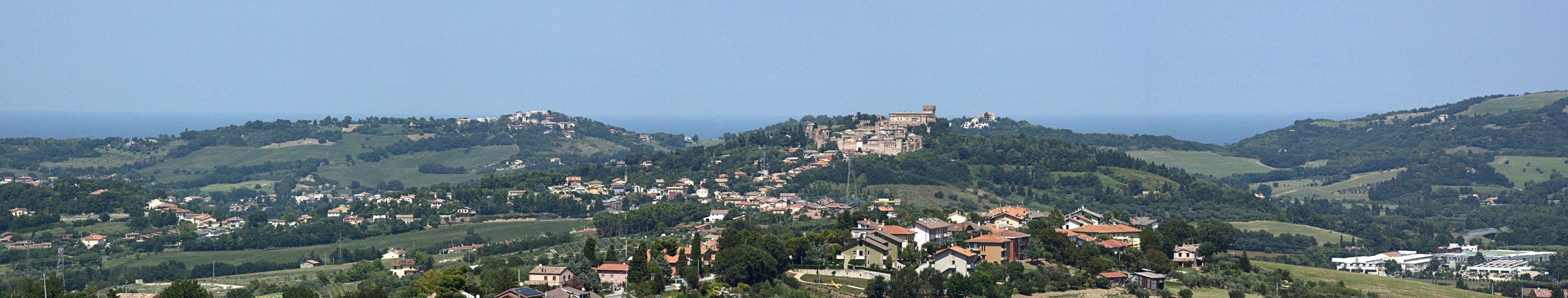
Panorama de la côte adriatique de Gradara

## La Forteresse
L’histoire ancienne de Gradara est étroitement liée aux vicissitudes de la Rocca de Gradara, objet au cours des siècles de la domination des familles Malatesta, Sforza, Della Rovere et Mosca.
La Forteresse fut construite vers 1150 par la puissante famille de De Griffo : par la suite tombé en disgrâce auprès de la papauté, l’investiture de la Curte Cretarie leur fut enlevée et confiée au condottiere des Guelfes de Romagne, Malatesta da Verucchio (dit Mastin Vecchio), fondateur et fondateur de la dynastie des Malatesta, les grands seigneurs de Rimini, Cesena et Pesaro.
Ce sont les Malatesta qui décident de l’édification des deux enceintes, érigées entre le XIII° et le XIVe siècle. 
En 1445, Galeazzo Malatesta décide de vendre Gradara à Francesco Sforza pour 20000 florins d’or ; Or quand Francesco arrive à Gradara pour en prendre possession, Sigismondo Pandolfo Malatesta, homme d’armes et mécène, refuse de la lui remettre et même de lui rendre l’argent. 
En conséquence, durant l’année 1446, Francesco Sforza, allié du duc Frédéric de Montefeltro, se dirige vers Gradara pour s’en emparer par les armes : son armée, bien équipée en canons, bombardes et échafaudages, assiége et attaque durement pendant 40 jours la forteresse, qui semble destinée à tomber.
Grâce aux intempéries et à l’arrivée imminente des renforts de Malatesta, Francesco Sforza fut cependant contraint de battre retraite et laisser Sigismond.
La domination des Malatesta sur Gradara prit fin en 1463 quand Sigismondo Pandolfo Malatesta, excommunié par le pape Pie II, se heurta directement à Frédéric III de Montefeltro, qui assiégea Gradara pour le compte de l’Église. 
La forteresse, qui avait résisté à de nombreux sièges dans le passé, en cette circonstance dut se rendre, pour ensuite être remise en vicariat par le Pape aux Sforza de Pesaro, fidèles alliés de l’Église.
À partir de cette période, Gradara changera de main plusieurs fois et certaines des plus importantes maisons de la péninsule se disputeront sa possession : 
les Della Rovere, les Borgia, les Médicis se sont promenés dans les salons du château, confirmant le rôle de protagoniste de la forteresse de Malatesta dans le complexe et tumultueux échiquier politique des territoires pontificaux situés dans les Marches actuelles.

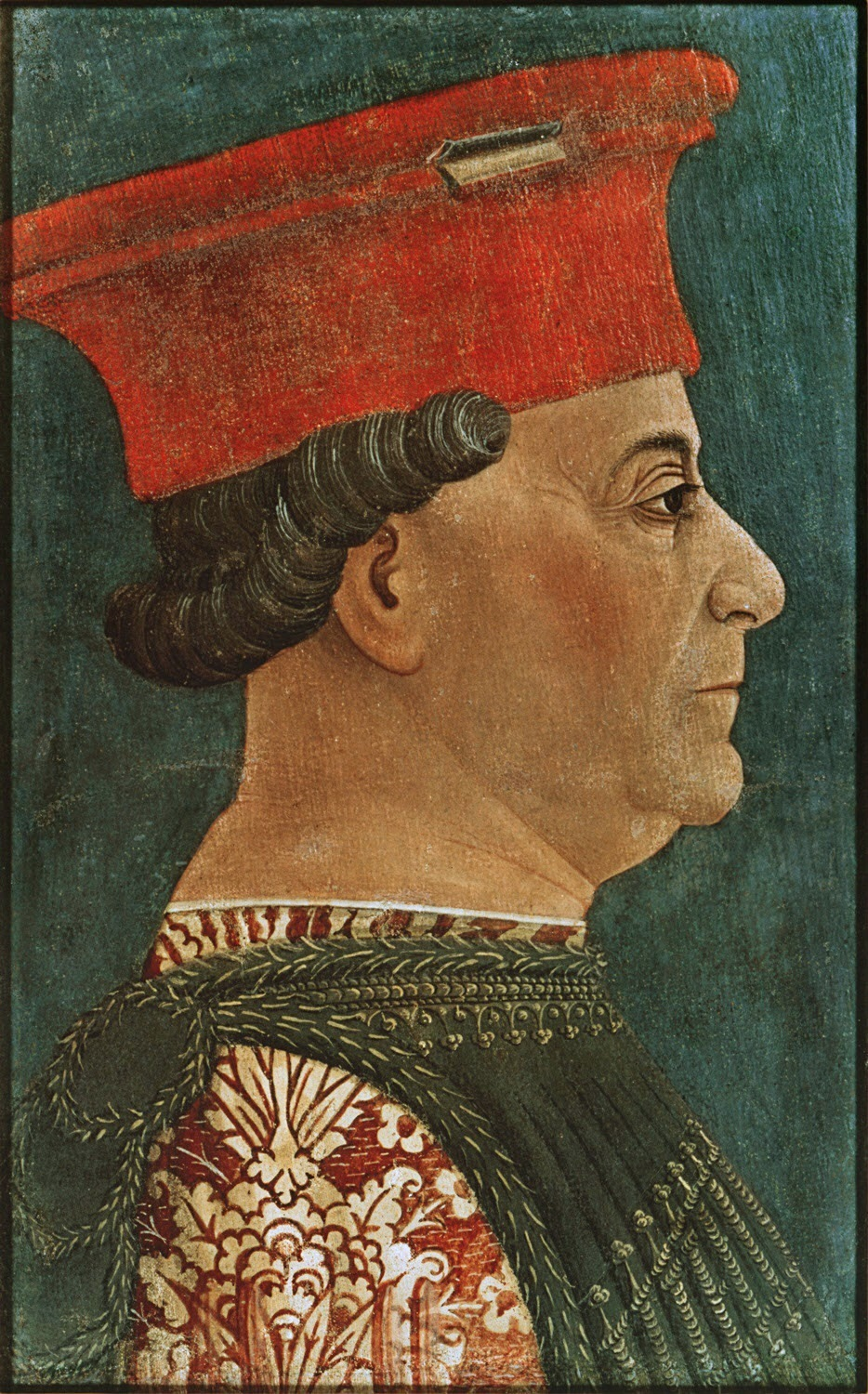
Francesco Sforza peint par Bonifacio Bembo, Musée de Brera à Milan.
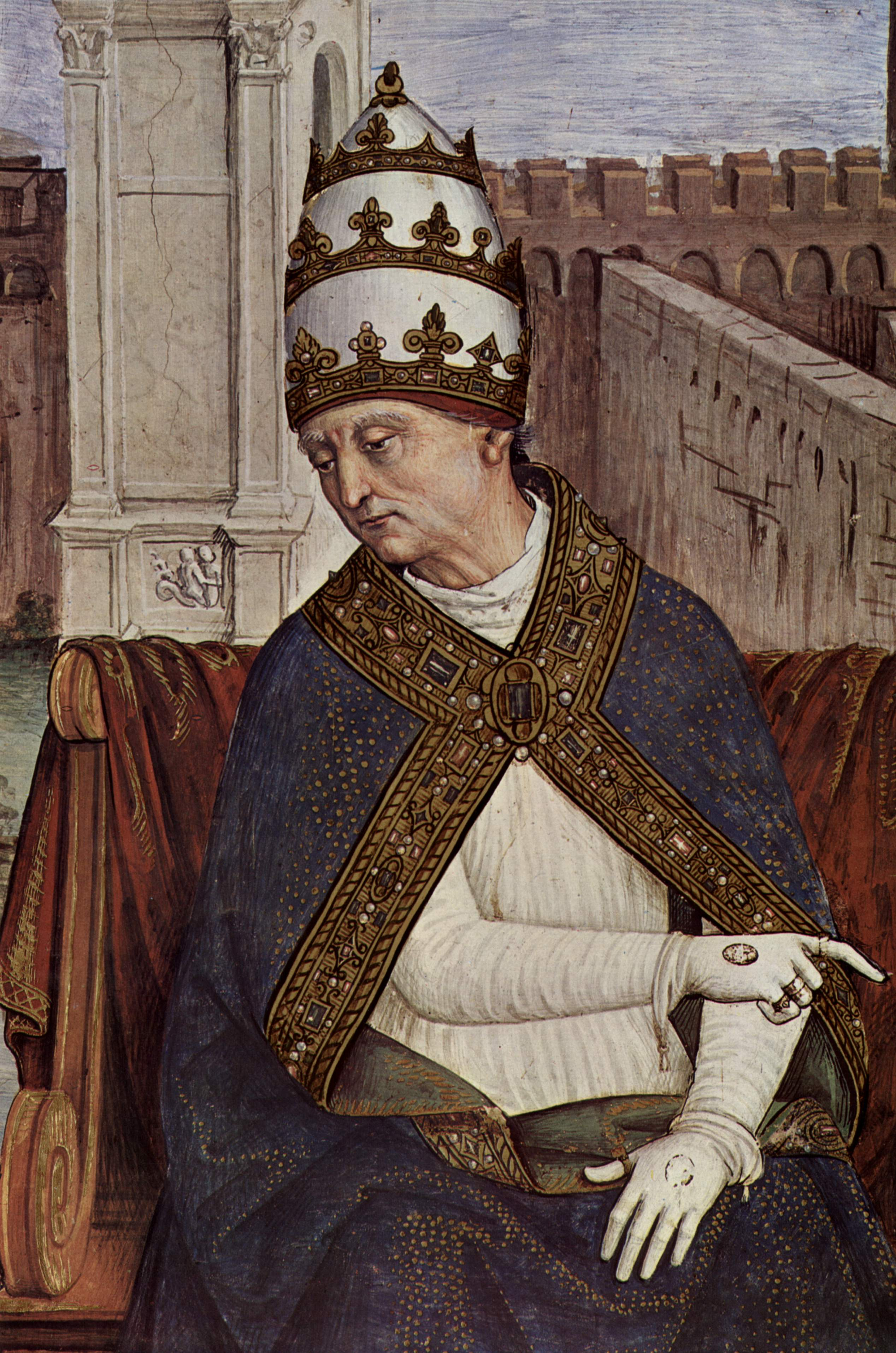
Le pape Pie II, peint par Pinturicchio.

## Lieux d'intérêt
- Forteresse domaniale
- Tour de l’horloge
- Chemins de ronde
- Teatro dell’Aria
- Musée historique et grottes médiévales
- Maison du marchand
- Palazzo Rubini Vesin
- Théâtre communal
- Maison du hibou
- Eglise SS.Sacramento
- Église S. Giovanni Battista
- La Rocchetta
- Le jardin des oliviers
- Le bois de Paolo et Francesca
- Gradara War Cemetery

## Administration
| Période                                  | Période  | Identité        | Étiquette    | Qualité |
| ---------------------------------------- | -------- | --------------- | ------------ | ------- |
| 28 mai 2006                              | En cours | Franca Foronchi | Lista civica |         |
| Les données manquantes sont à compléter. |          |                 |              |         |

### Hameaux
Santo Stefano, Fanano Alto, Fanano Basso, Granarola

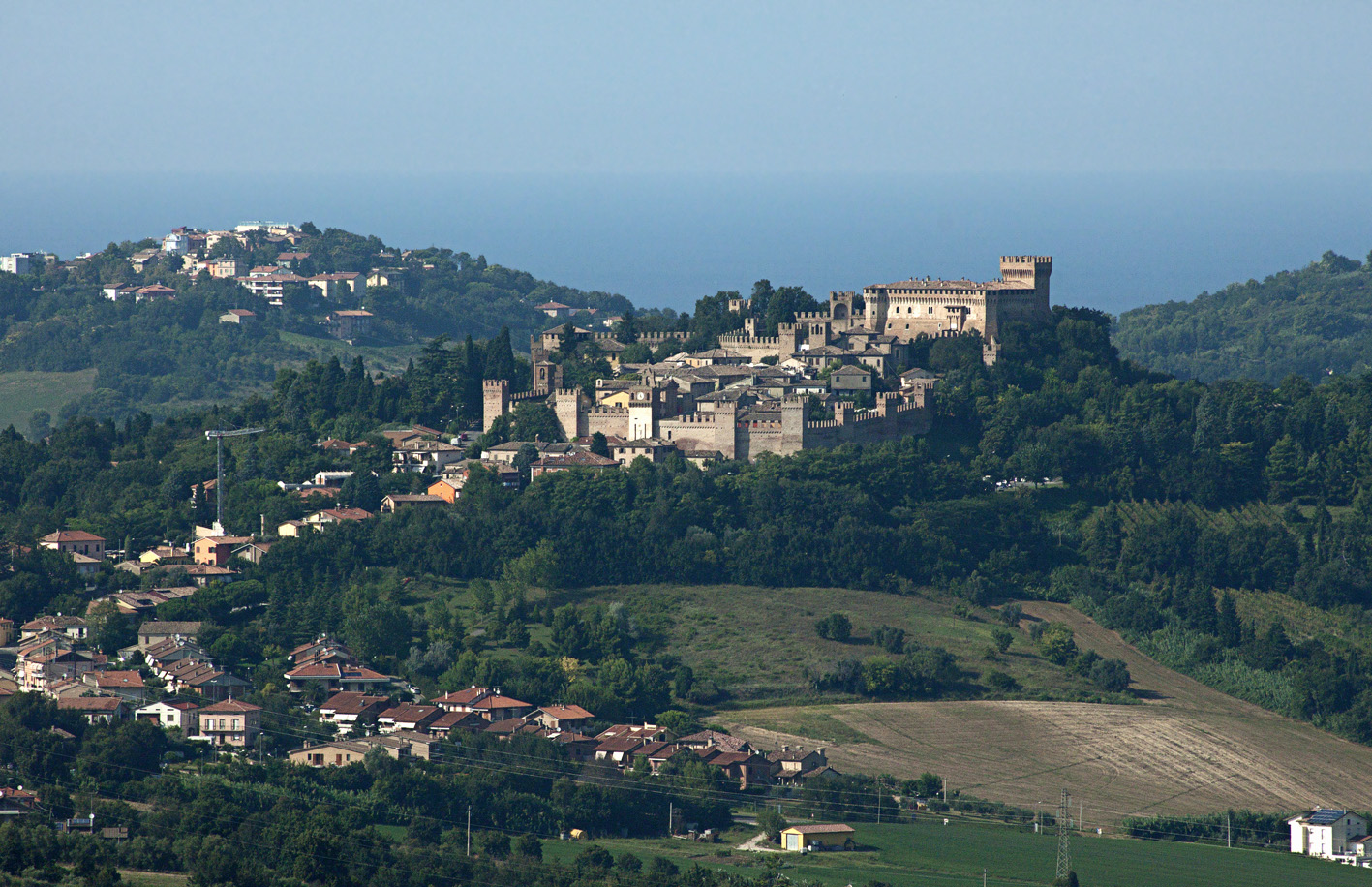
Gradara et la mer adriatique

### Communes limitrophes
Cattolica, Gabicce Mare, Pesaro, San Giovanni in Marignano, Tavullia